# سامية شرابي
سامية شرابي (1948- 9 أبريل 2010) إعلامية مصرية. اشتهرت بلقب «ماما سامية» نتيجة لشهرتها الكبيرة من خلال برنامج الأطفال «عروستي»، والذي عرض لسنوات طويلة خلال فترة الثمانينات واوائل التسعينات.

## حياتها
قدمت العديد من البرامج التلفزيونية وبرامج الأطفال التي جعلتها شخصية قريبة جداً من البيت المصري ومن الأطفال بشكل خاص، وتولت سامية شرابي العديد من المناصب داخل اتحاد الإذاعة والتلفزيون ومنها رئاسة الإدارة المركزية لبرامج الأطفال، والإشراف على قناة "الأسرة والطفل وقدمت استقالتها من اتحاد الإذاعة والتليفزيون عام 2007 بعد صراعها مع مرض الكبد.

## وفاتها
توفيت في إبريل 2010 عن عمر يناهز 62 عاماً في مستشفى كليوبترا إثر أزمة قلبة حادة 